# Ceratina bakeri
Ceratina bakeri är en biart som beskrevs av H. S. Smith 1907. Ceratina bakeri ingår i släktet märgbin, och familjen långtungebin. Inga underarter finns listade i Catalogue of Life.